# Kapitulní děkanství (Pražský hrad)
Kapitulní děkanství (čp. 37) je jedním z historických objektů tvořících celek Pražského hradu. Někdy je též nazýván Mladotův dům.

## Historie
Původně renesanční objekt kapitulního děkanství, obsahující v sobě též zbytky románských a gotických konstrukcí nechal v letech 1705–1706 vrcholně barokně přestavět kapitulní děkan Adam Ignác Mladota ze Solopysk. Autorem projektu byl Jan Blažej Santini-Aichel.

## Popis

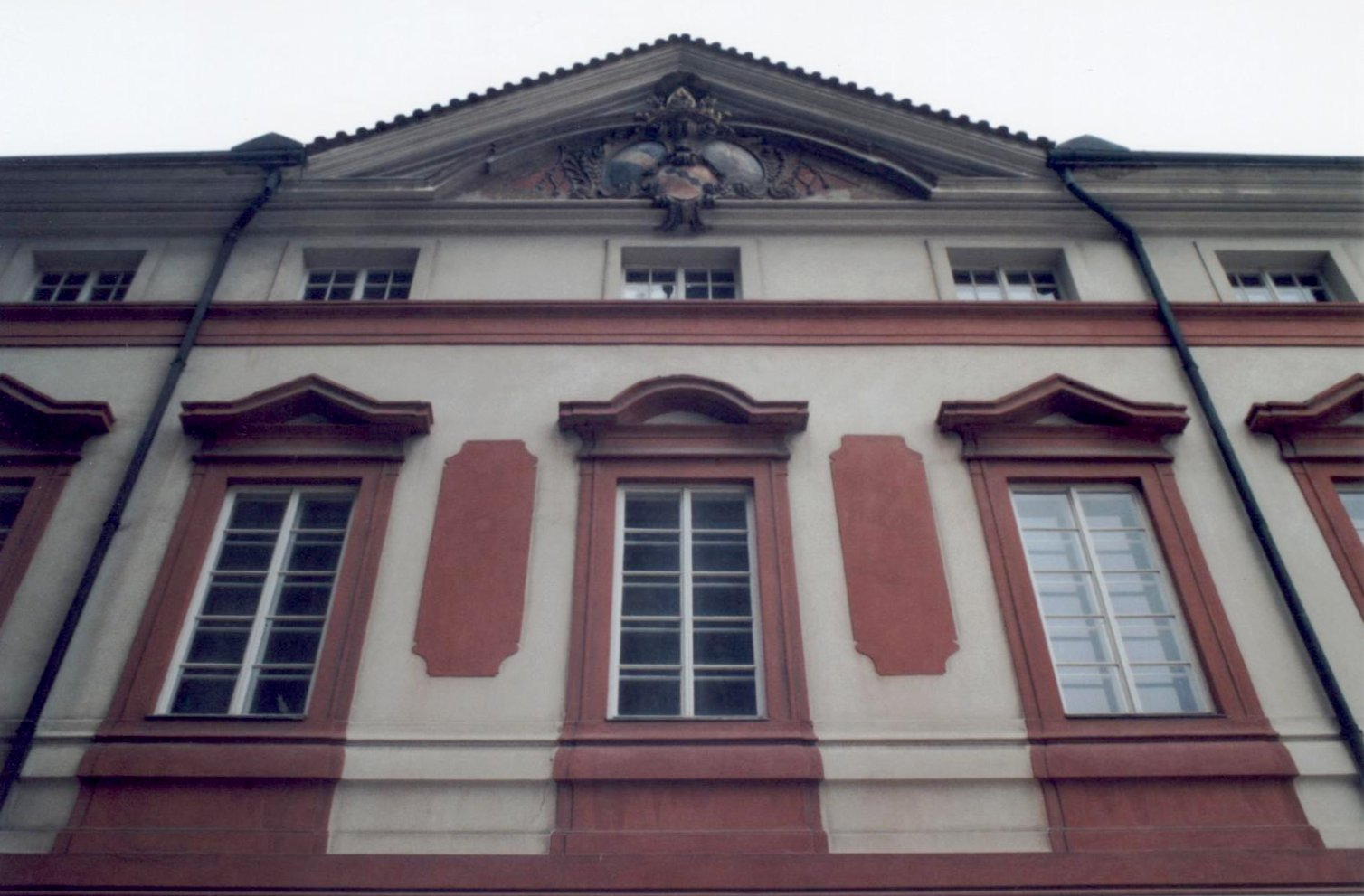
Detail fasády

Vznosná sedmiosá dvoupatrová budova je členěna poměrně plochým štukovým dekorem. Pouze rozměrná okna piana nobile jsou opatřena výrazným rámováním v němž se mj. uplatňují v rytmu ABBABBA řazené trojúhelně a segmentově projmuté nadokenní římsy. Střední část budovy vrcholí nízkým trojúhelným štítem, do něhož je vložen segment, v němž je v bohatě formovaných kartuších umístěna trojice znaků metropolitní kapituly, děkanství u sv. Apolináře a děkana Mladoty. Celá, zdánlivě prostá fasáda je řešena značně vynalézavým, invenčně bohatým způsobem typickým pro Santiniho architektonickou tvorbu.
V interiéru se mj. nachází v pravé části přízemí sál někdejší kapitulní knihovny s bohatou malířskou výzdobou z roku 1725 od Jana Ezechiela Vodňanského.